# Velencei patriarkátus
A Velencei patriarkátus (latinul: Patriarchatus Venetiarum, olaszul: Patriarcato di Venezia) a római katolikus egyház egyik főegyházmegyéje, a négy latin rítusú patriarkátus egyike. Székhelye az olaszországi Velencében található.
A patriarkátus további kilenc egyházmegyével együtt alkotja Olaszország második legnagyobb egyháztartományát, melynek metropolitája a velencei pátriárka.
Az egyházmegye főpásztora Francesco Moraglia pátriárka, székesegyháza a Szent Márk-főszékesegyház

## Története

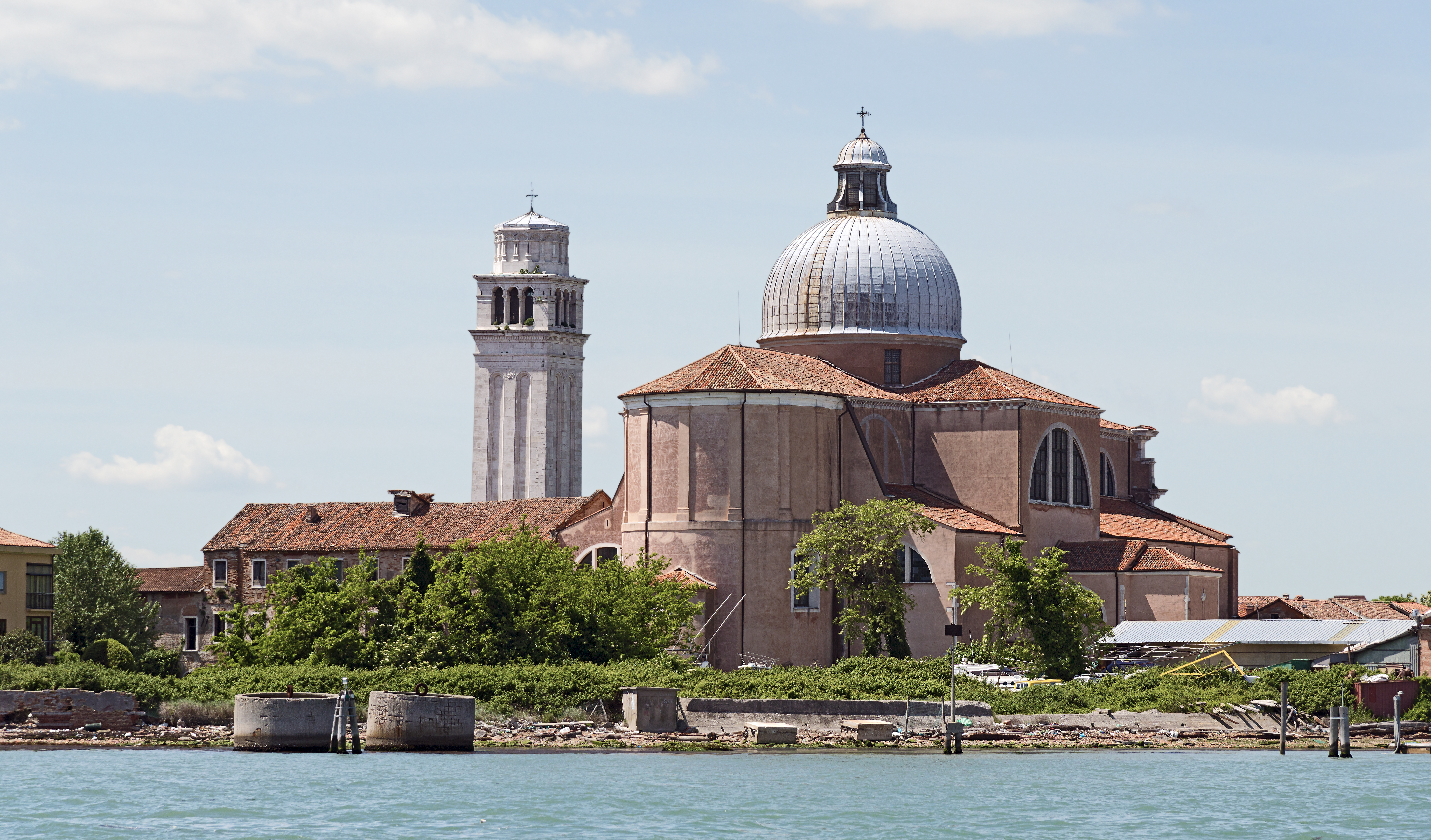
San Pietro di Castello, az egykori pátriárkai székesegyház

Velence környékén már az ókortól kezdve jelentős keresztény közösségek éltek. A velencei szigeteken ebben az időszakban több egyházmegye is osztozkodott, melyek azonban mind a aquileiai érsek fennhatósága alá tartoztak. A népvándorlás korában az érsek a longobárdok támadásai elől Grado szigetére volt kénytelen menekülni. Az új székhelyen egy Rómával szembeni hatalmi harc eredményeként az érsek felvette a pátriárkai címet, így innentől kezdve Velence a gradói pátriárka alá tartozott. 774-ben Olivolo szigetén új püspökséget alapítottak, melyhez a város jelentősebb szigeteit is hozzácsatolták. 828-ban hozták Velencébe Szent Márk ereklyéit, azonban nem az olivolói székesegyházban helyezték el őket, hanem a dózse kápolnájában, később pedig az újonnan épített Szent Márk-bazilikában. A 11. századtól kezdve Olivolo helyett a San Pietro di Castello nevet viseli a sziget, melyen a székesegyház állt, s ily módon a püspökséget Castellói egyházmegyének nevezték át.
A késő középkorra igen bonyolulttá vált Velence egyházi vezetése. A castellói püspök mellett ugyanis egyre gyakrabban választotta Velencét székhelyéül a gradói pátriárka is, s noha a castellói püspök mint szuffragáneus, a pátriárka alárendeltje volt, a gyakorlatban széleskörű önállóságot élvezett. Tovább bonyolította a helyzetet, hogy a velencei dózse is igen nagy hatalommal bírt. Őt a Szent Márk-bazilika káptalanjának elöljárója (primicerius) képviselte. Emellett több másik egyházmegye is rendelkezett kisebb területekkel a város környékén.
A bonyolult helyzetet végül is V. Miklós pápa rendezte: 1451. október 8-án Regis aeterni kezdetű bullájával megalapította a Velencei patriarkátust a Castellói egyházmegye, illetve az egyidejűleg megszüntetett Gradói patriarkátus területéből. Pont 6 évre rá, 1457. október 8-án hozzácsatolták az egész Castellói egyházmegyét. 1466-ban területet szerzett a Equiliói egyházmegyéből. 1818. május 1-jén hozzácsatolták a Caorlei és a Torcellói egyházmegyét, ugyanakkor leválasztották belőle a Görz és Gradiscai, az Udinei és a Cenedai egyházmegyéket. 1919-ben az Chioggiai egyházmegye, 1927-ben pedig a Trevisói egyházmegye rovására terjeszkedett.
1807-ben Nicola Gambroni pátriárka San Pietro di Castello helyett a Szent Márk-bazilikát nevezte ki új székesegyháznak.

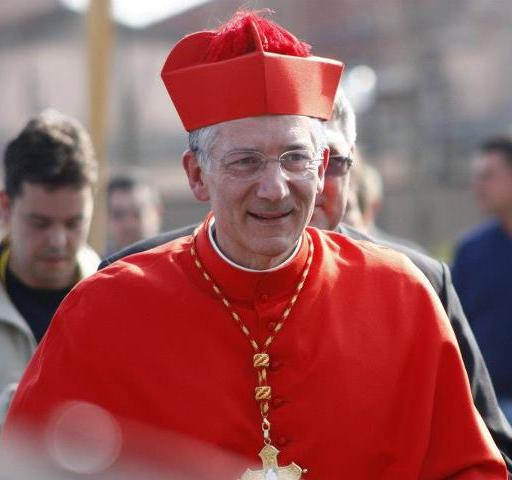
Francesco Moraglia pátriárka

2011 előtt a Velencei patriarkátus hagyományosan bíborosi széknek számított, Francesco Moraglia azonban több száz éve első velencei pátriárkaként mindezidáig nem kapott bíborosi kinevezést. A 20. században három alkalommal is Velencéből választottak pápát: X. Piusz, XXIII. János és I. János Pál is velencei pátriárkaként került az Egyház élére.

## Egyházszervezet
A patriarkátusban 13 esperes kerületben 129 plébánia működik. Területileg Venetóban található, Velence megyében.

## Velencei egyháztartomány
A Velencei egyháztartomány Olaszország második legnagyobb egyháztartománya (Róma után). Metropolitája a velencei pátriárka. A patriarkátus alapításakor Grado szuffragáneus egyházmegyéit vette át. 1818-ban már 10 egyházmegye tartozott hozzá, amik közül 1846-ban Udinét közvetlenül a Szentszék alá rendelték.
Velence egyben a Trivenetói egyházi régió központja is, ennek elnöke a velencei pátriárka. Ide tartozik még a Goriziai és a Trentói egyháztartomány valamint az exempt Udinei főegyházmegye.

### A Velencei egyháztartomány egyházmegyéi
| Egyházmegye                      | Alapítás         | Terület, hívők                | Püspök                               | Székesegyház                                                                              | Kép |
| -------------------------------- | ---------------- | ----------------------------- | ------------------------------------ | ----------------------------------------------------------------------------------------- | --- |
| Velencei patriarchátus           | 1451. október 8. | 871 km² 327 000 fő (85,1%)    | Francesco Moraglia pátriárka         | Szent Márk-főszékesegyház, Velence                                                        |     |
| Adria-Rovigói egyházmegye        | 7. század        | 1193 km² 197 975 fő (96,8%)   | Pierantonio Pavanello                | Szent Péter- és Szent Pál-székesegyház, Adria; Szent István pápa-társszékesegyház, Rovigo |     |
| Belluno-Feltrei egyházmegye      | 6. század        | 3263 km² 177 000 fő (95,1%)   | Renato Marangoni                     | Szent Márton-székesegyház, Belluno; Szent Péter apostol-társszékesegyház, Feltre          |     |
| Chioggiai egyházmegye            | 7. század        | 1000 km² 124 000 fő (99,2%)   | Adriano Tessarollo                   | Nagyboldogasszony-székesegyház, Chioggia                                                  |     |
| Concordia-Pordenonei egyházmegye | 4. század        | 2675 km² 364 138 fő (97,2%)   | Giuseppe Pellegrini                  | Szent István-székesegyház, Concordia Sagittaria; Szent Márk-társszékesegyház, Pordenone   |     |
| Padovai egyházmegye              | 3. század        | 3297 km² 1 029 000 fő (95,7%) | Claudio Cipolla                      | Nagyboldogasszony-székesegyház, Padova                                                    |     |
| Trevisói egyházmegye             | 4. század        | 2194 km² 805 900 fő (89,0%)   | Gianfranco Gardin, O.F.M.Conv. érsek | Szent Péter apostol-székesegyház, Treviso                                                 |     |
| Veronai egyházmegye              | 3. század        | 3050 km² 847 171 fő (90,7%)   | Giuseppe Zenti                       | Szűz Mária-székesegyház, Verona                                                           |     |
| Vicenzai egyházmegye             | 6. század        | 2200 km² 787 000 fő (92,2%)   | Beniamino Pizziol                    | Gyümölcsoltó Boldogasszony-székesegyház, Vicenza                                          |     |
| Vittorio Venetó-i egyházmegye    | 6. század        | 1420 km² 334 000 fő (95,1%)   | Corrado Pizziolo                     | Nagyboldogasszony-székesegyház, Vittorio Veneto                                           |     |

## Szomszédos egyházmegyék
- Chioggiai egyházmegye
- Concordia-Pordenonei egyházmegye
- Padovai egyházmegye
- Trevisói egyházmegye
- Vittorio Venetó-i egyházmegye